# 蒋雪莲
蒋雪莲（1979年5月1日—），重庆人，前中国羽毛球女子运动员，曾奪得2001年世界羽毛球錦標賽銅牌，從國家隊退役後移居加拿大，曾代表加拿大參加羽毛球的國際比賽。

## 簡歷
蒋雪莲在1993年加入重庆市体工队，三年後轉到四川省体育技术学院，年內奪得全国羽毛球锦标赛女双第三名；至1997年入選中国国家羽毛球队。
2001年，蒋雪莲夥拍陈林出戰在西班牙塞維利亞舉行的世界羽毛球錦標賽女子雙打比賽，最終奪得季軍。兩年後，她們再次合作出戰伯明翰舉行的2003年世界羽毛球錦標賽，惜在第二轮比赛就以1比2負於印尼選手，未能再創佳績。
蒋雪莲在2004年雅典奥运会前从国家队退役，其後在中央戏剧学院學習；一年後，她代表重庆參加十运会，並向学校请了长假，返回重庆恢复训练。
2009年，蒋雪莲代表加拿大參加美國羽毛球公開賽，夥拍黃瑞琳贏得女雙冠軍。次年，蒋雪莲改與梁麗搭配，但於首圈出局。

## 主要比賽成績
只列出曾進入準決賽的國際賽事成績：
| 年份   | 賽事                   | 公開賽級別 | 項目     | 拍檔         | 成績   |
| ------ | ---------------------- | ---------- | -------- | ------------ | ------ |
| 2001年 | 世界羽毛球錦標賽       | 其他       | 女子雙打 | 陈林         | 準決賽 |
| 2001年 | 世界羽毛球大獎賽總決賽 | 其他       | 女子雙打 | 陳林         | 亞軍   |
| 2009年 | 美國羽毛球大獎賽       | 大獎賽     | 女子雙打 | Huang Ruilin | 冠軍   |
| 2009年 | 美國羽毛球大獎賽       | 大獎賽     | 混合雙打 | Alvin Lau    | 亞軍   |
| 2010年 | 加拿大羽毛球國際挑戰賽 | 國際挑戰賽 | 混合雙打 | 吳楷義       | 亞軍   |

| 2007-2017年 | 首要超級賽 | 超級賽 | 黃金大獎賽 | 大獎賽 | 國際挑戰賽 | 國際系列賽 | 未來系列賽 | 其他 |